# Erzsi Simor
Erzsi Simor, nata Erzsébet Porteller (Budapest, 6 luglio 1913 – Budapest, 2 febbraio 1977), è stata un'attrice ungherese.

## Filmografia
- Una casa in paradiso (Tomi, a megfagyott gyermek), regia di Béla Balogh (1936)
- Segítség, örököltem!
- La castellana di Aquila Nera (Méltóságos kisasszony), regia di Béla Balogh (1943)
- A Noszty fiú esete Tóth Marival
- L'uomo scambiato
- Cifra nyomoruság (Uri világ)
- Varjú a toronyórán
- János vitéz
- Vadrózsa
- A varieté csillagai
- Cuori in burrasca (Menschen vom Varieté), regia di Josef von Báky (1939)
- Tökéletes férfi
- Valzer d'amore
- Szervusz Péter!
- Morte infranta
- Tutto s'accomoda (Garszonlakás kiadó), regia di Béla Balogh (1940)
- Ismertetlen ellenfél
- La vergine del lago (Tóparti látomás), regia di László Kalmár (1940)
- Risveglio (A régi nyár), regia di Félix Podmaniczky (1941)
- L'ultima canzone (Az utolsó dal), regia di Frigyes Bán (1941)
- Due cuori, regia di Carlo Borghesio (1943)
- Giorni freddi (Hideg napok), regia di András Kovács (1968)